# Andrej Lopatov
Andrej Vjačeslavovič Lopatov (in russo Андрей Вячеславович Лопатов?; Inta, 12 marzo 1957 – Santa Monica, 14 febbraio 2022) è stato un cestista sovietico.

## Carriera
Con l'Unione Sovietica ha disputato i Giochi olimpici di Mosca 1980, tre edizioni dei Campionati mondiali (1978, 1982, 1990) e quattro dei Campionati europei (1979, 1981, 1983, 1985).

## Palmarès
- Campionato sovietico: 9

CSKA Mosca: 1976-77, 1977-78, 1978-79, 1979-80, 1980-81, 1981-82, 1982-83, 1983-84, 1987-88